# Un nuage passe
Pour les articles homonymes, voir Nuage (homonymie).
Pour plus de détails, voir Fiche technique et Distribution.
Un nuage passe (ou Léonce et Suzanne) est un film français réalisé par Léonce Perret, sorti en 1913.

## Fiche technique
- Titre : Un nuage passe
- Titre alternatif : Léonce et Suzanne
- Réalisation : Léonce Perret
- Scénario : Léonce Perret
- Photographie : Georges Specht
- Montage :
- Producteur :
- Société de production : Société des Etablissements L. Gaumont
- Société de distribution :
- Pays d'origine :  France
- Langue : film muet avec les intertitres en français
- Format : Noir et blanc — 35 mm — 1,33:1 — Muet
- Genre : Comédie
- Métrage :
- Durée :
- Dates de sortie :
  -  France : 31 janvier 1913

## Distribution
- Léonce Perret :  Léonce
- Suzanne Grandais : Suzanne